# Niclas Barud
Niclas Andreas Barud, född 22 mars 1988 i Göteborg, är en svensk handbollsspelare. Han är högerhänt och spelar i anfall som mittsexa.

## Karriär
Niclas Barud började spela handboll i HK Aranäs men bytte 16 år gammal till IK Sävehof. Han började då på handbollsgymnasiet i Göteborg. Han spelade i Sävehofs A-lag från 2006 och tog tre SM-guld med klubben. 2011 fick han göra A-landslagsdebut. Vid EM 2012 gjorde han mästerskapsdebut. Han spelade i Danmark tre år för Aalborg Håndbold och vann danska mästerskapet 2013. 2015 bytte han klubb till Frisch Auf Göppingen i tyska Bundesliga. Han spelade även i VM 2015 för Sverige.

## Meriter

### Med klubblag
- Svensk mästare 2010, 2011 och 2012 med IK Sävehof
- Dansk mästare 2013 med Aalborg Håndbold
- EHF-cupmästare 2016 och 2017 med Frisch Auf Göppingen

### Med landslag
- Brons vid både U18-EM 2006 och U19-VM 2007 med Sveriges ungdomslandslag